# Walter Joseph Hickel

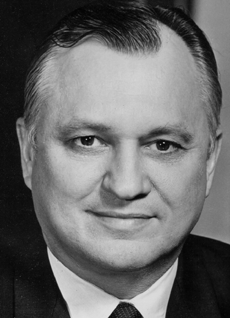
Walter Joseph Hickel

Walter Joseph "Wally" Hickel, född 18 augusti 1919 i Ellinwood, Kansas, död 7 maj 2010 i Anchorage, Alaska, var en amerikansk politiker. Han var två gånger guvernör i Alaska och tjänstgjorde som USA:s inrikesminister 1969-1970 under president Richard Nixon.
Medan många republikaner var skeptiska inför tanken om Alaska som delstat, lyckades Hickel övertyga betydande republikanska beslutsfattare i frågan. USA:s kongress godkände 1958 lagen om Alaska som delstat (Alaska Statehood Act).
Hickel valdes 1966 för första gången till delstatens guvernör som republikan. Han avgick tre år senare för att tillträda som USA:s inrikesminister. Hickel förde en miljövänlig politik och var kritiskt inställd till Vietnamkriget. Nixon avsatte honom efter ett protestbrev som Hickel skrev med anledning av att fyra högskolestudenter blev ihjälskjutna av nationalgardet vid Kent State University. I brevet hade Hickel bett att presidenten skulle visa respekt inför antikrigsdemonstranter.
Hickel valdes 1990 till guvernör som kandidat av Alaskan Independence Party. Medan Hickels kampanj omfattade andra aspekter av partiets plattform, var han emot själva grundtanken om Alaskas självständighet. Efter mandatperiodens slut 1994 blev Hickel republikan på nytt. Hickel avled den 7 maj 2010.